# Saint-Lyé
 Saint-Lyé  es una población y comuna francesa, en la región de Champaña-Ardenas, departamento de Aube, en el distrito de Troyes y cantón de Troyes-4.

## Demografía
| 1099 | 1258 | 1795 | 2189 | 2496 | 2633 |
| Para los censos de 1962 a 1999 la población legal corresponde a la población sin duplicidades (Fuente: INSEE [Consultar]) |      |      |      |      |      |